# Wang Toon
Wang Toon, Wang Tong, Toon Wang ou Wang Tung (chinois traditionnel : 王童) est un acteur, réalisateur et producteur taïwanais.

## Biographie
Son père, Wang Zhonglian (en), fut un général du Kuomintang.

## Filmographie sélective
- 1981 : Jiǎrú wǒshì zhēnde (moyen métrage)
- 1987 : Strawman, prix du meilleur film du Festival du film Asie-Pacifique
- 2015 : Where the Wind Settles